# Catawba
Catawba, pleme Siouan Indijancev ob reki Catawba v Severni in Južni Karolini.

## Ime
Pomen imena Catawba je "rečni ljudje". Drugi nazivi zanje so bili Anitagua (Cherokee), Cuttawa, Flathead, Oyadagahroene (Irokezi), Tadirighrone (Irokezi) in Tetes-Plattes (Francozi).

## Jezik
Jezik catawba pripada družini Siouan in je najbolj soroden jeziku Indijancev Woccon.

## Plemena in skupine (bande)
Prvotno so se Catawba delili na dve glavni skupini: Catawba in Iswa (Esaw, Isaw, Issa ali Ysa). Najkasneje do 1760 so absorbirali vsaj 20 drugih Siouan plemen v sosednjih območjih.

## Zgodovina
Catawbe so bili sprva dominantno pleme Južne Karoline, katerega populacija je v 17. stoletju znašala okoli 5.000, vendar se je do 1780 njihovo število zmanjšalo na okoli 500. Prvi jih je verjetno srečal Pardo (1566) in jih poimenoval Ysa, Iswa ali Issa ('reka') in so bili v vojni z Irokezi. Kasneje (1653) so prišli v stik z angleškimi kolonisti iz Virginije, od katerih so dobili tudi strelno orožje, s katerim so se povezali, da bi preprečili roparske pohode Irokezov. Prihodu Irokezov je predhodil prvotni prihod Indijancev Shawnee, ki so jih Irokezi potiskali na jug, tako da so se ti ustalili nekje 1660 med Catawba in Cherokeeji. Catawbe so se spopadli z njimi in Yuchi ter z roparskimi odpravami Irokezov, ki so ropale. John Lederer, ki jih imenuje Ushery, jih je obiskal 1670. Še vedno so bili v dobrih odnosih z Angleži, zato so jim pomagali tudi v vojni s Tuscarorami (1711-1713), vendar bo kmalu indijansko prebivalstvo zdesetkano zaradi epidemij črnih koz. Te so glavni vzrok, da zdesetkana plemena iščejo zatočišče med Catawbami, zato so se jim 1716 pridružili Indijanci Congaree, Santee in Sissipahaw. To je okrepilo tudi Catawbe, ki so postajali vse šibkejši. Leta 1728 so imeli šest vasi, vse na reki Catawba. Epidemija črnih koz jih je prizadela 1738, po kateri so se jim 1744 pridružili ostanki plemen Cape Fear in Pedee, ki so migrirali iz Severne Karoline, za njimi pa so prišli tudi Wateree. Vendar je epidemija, ki jih je ponovno prizadela 1752, izbrisala 50 % populacije. Catawbam se bodo pridružili še Keyauwee (1761), nato pa se bodo vsi skupaj 1763 preselili v majhen rezervat v Južni Karolini. Istega leta bo ubit tudi njihov poglavar King Haigler med vojaškim pohodom Indijancev Shawnee. V tem kraju bodo ostali vse do 1840, ko bodo prodali rezervat za zemljo v Severni Karolini, ki se bo do 1841 zmanjšal na samo eno kvadratno miljo in preselil v Južno Karolino. Nekateri Catawbe bodo 1884 spreobrnjeni v mormonsko vero in preseljeni v Utah, del pa se bo asimiliral v Cherokeeje. Vendar tisti, ki so ostali v rezervatu, bodo 1943 dobili nov rezervat, ki se bo končal že 1959. Kongres ZDA jih je federalno priznal 1993. Leta 2000 jih je bilo okoli 1.200.

## Etnografija
Prvotna lokacija pred stikom z Evropejci ni znana, vendar po arheologiji Siouan plemena na območjih današnjih Karolin živijo nekaj tisoč let pred stikom. Po eni tradiciji Catawbe na območje reke Catawba prihajajo s severa, morda iz doline Ohia, od koder so jih Seneca potisnili na jug na začetku Bobrovih vojn, da bi na Catawbo prispeli okoli 1650. V prid temu govori tudi dejstvo o njihovem edinstvenem jeziku, kateremu se še vedno težko priznava sorodstvo s Siouanci.
Catawbe so prakticirali tudi deformacijo lobanje pri moških novorojenčkih, zato so jih Irokezi poimenovali "flatheads". Njihove vasi so bile krožne oblike in so imele dvignjena svetišča za javna srečanja in verske obrede. Z agrikulturo so se ukvarjali tako moški kot ženske, medtem ko so ostale potrebe po hrani dopolnjevali z lovom in ribolovom. Njihovi tradicionalni sovražniki so bili Cherokee, Lenape, Shawnee in nekatera Algonquian plemena iz Velikih jezer. Catawbe so imeli kot bojevniki strašen sloves, ki ga je še bolj poudarjal njihov slog nošenja frizure v obliki konjskega repa in vojne barve. Okoli enega očesa so imeli bojevniki črno krožnico, okoli drugega pa belo, preostali del obraza pa so si pobarvali v črno, tako da so skupaj s svojim ploskim čelom delovali zastrašujoče na sovražnike.
Kultura Catawba je začela propadati okoli leta 1720, ko so sprejeli številne običaje angleških kolonistov.